# Contea di Chongyang
La contea di Chongyang (崇阳县S, Chóngyáng XiànP) è una contea della Cina, situata nella provincia di Hubei e amministrata dalla prefettura di Xianning.